# Sergio Rubino
Sergio Rubino (geboren 22. Oktober 1948 in Anacapri; gestorben 7. November 2021 in Neapel) war ein italienischer Keramikkünstler, Maler und Bildhauer.

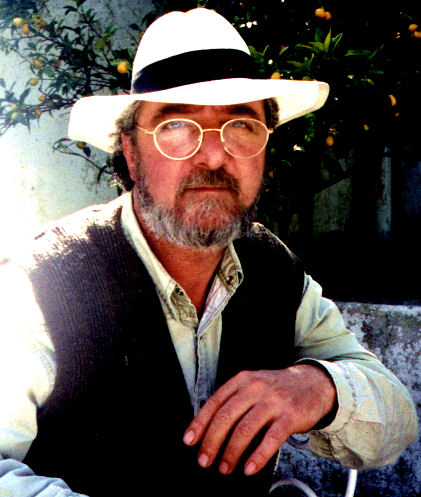
Sergio Rubino

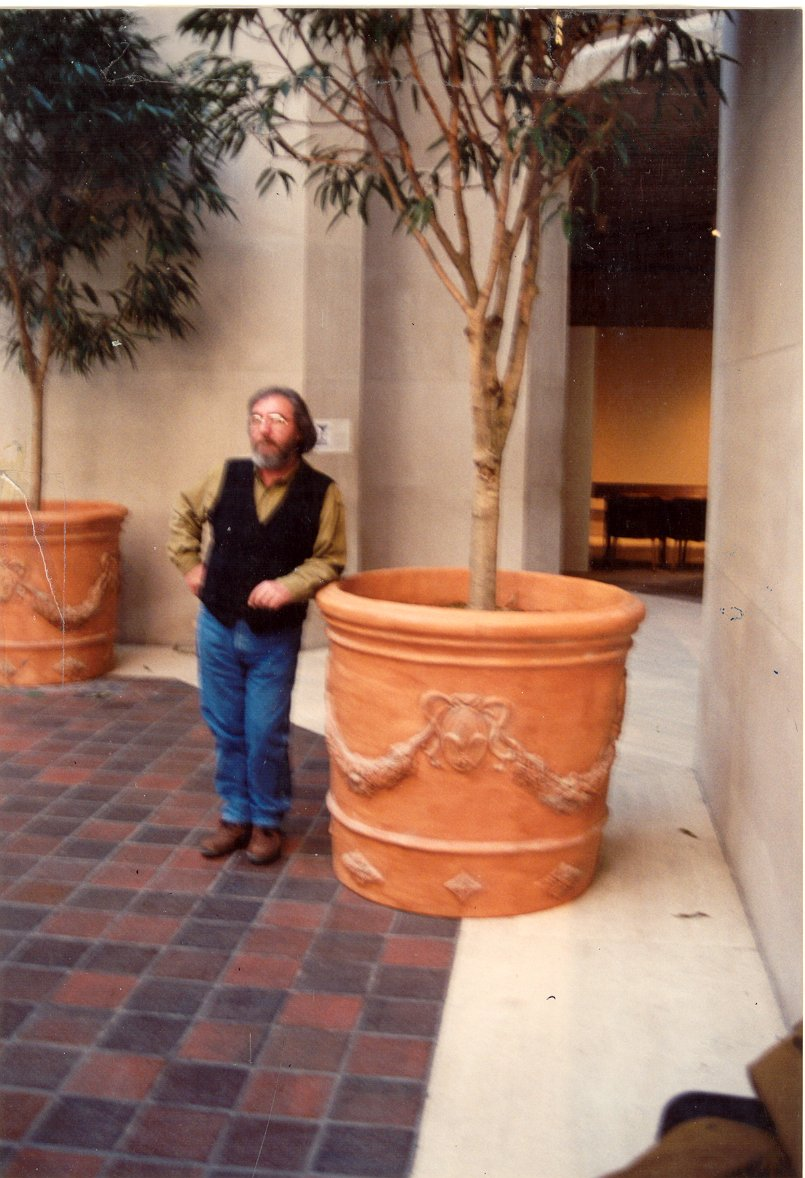
Von Sergio Rubino gestaltete Vasen im Metropolitan Museum of Art, New York

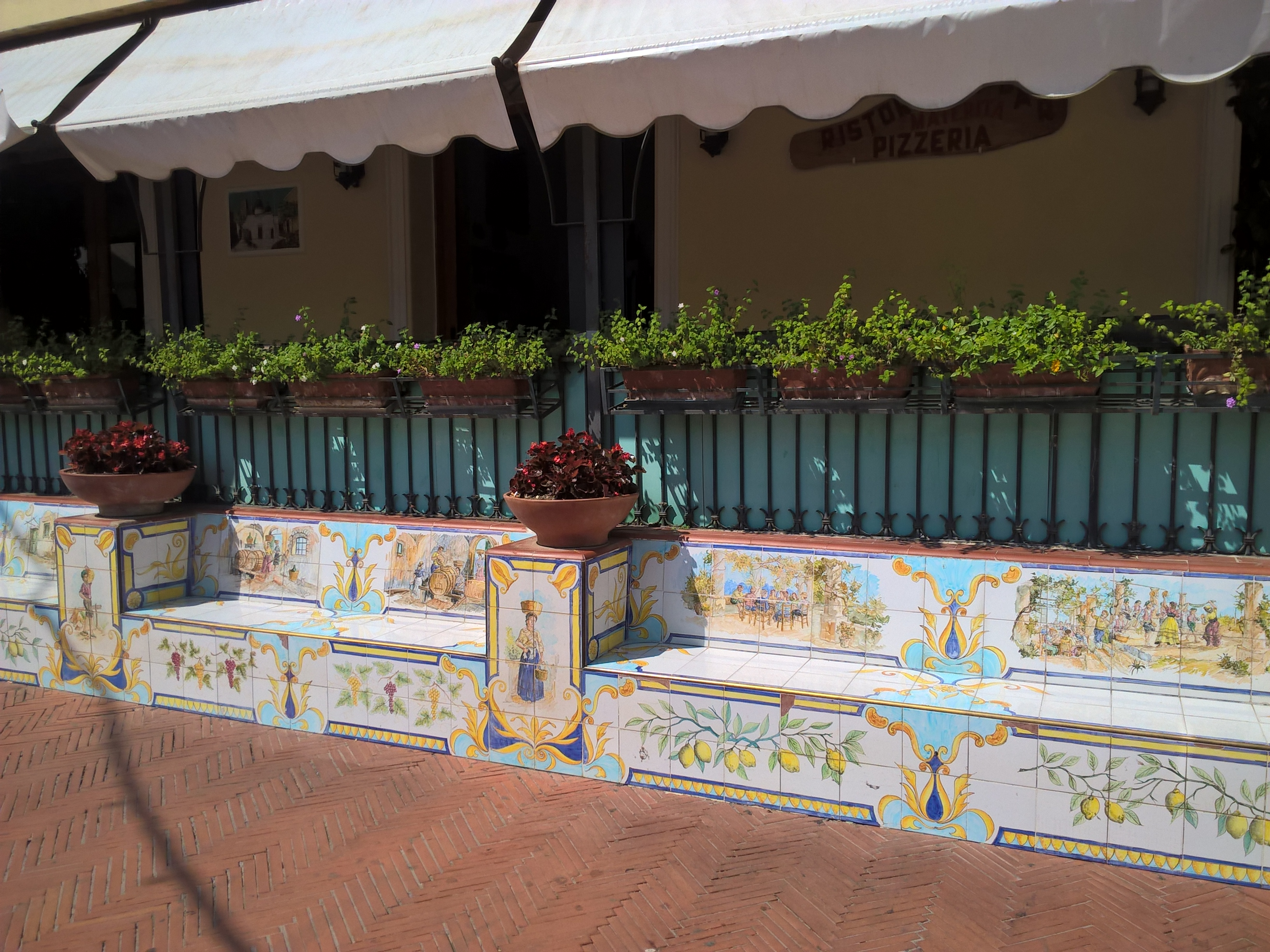
Majolikabänke, angefertigt von Sergio Rubino, Anacapri, Piazza Diaz, (1979)

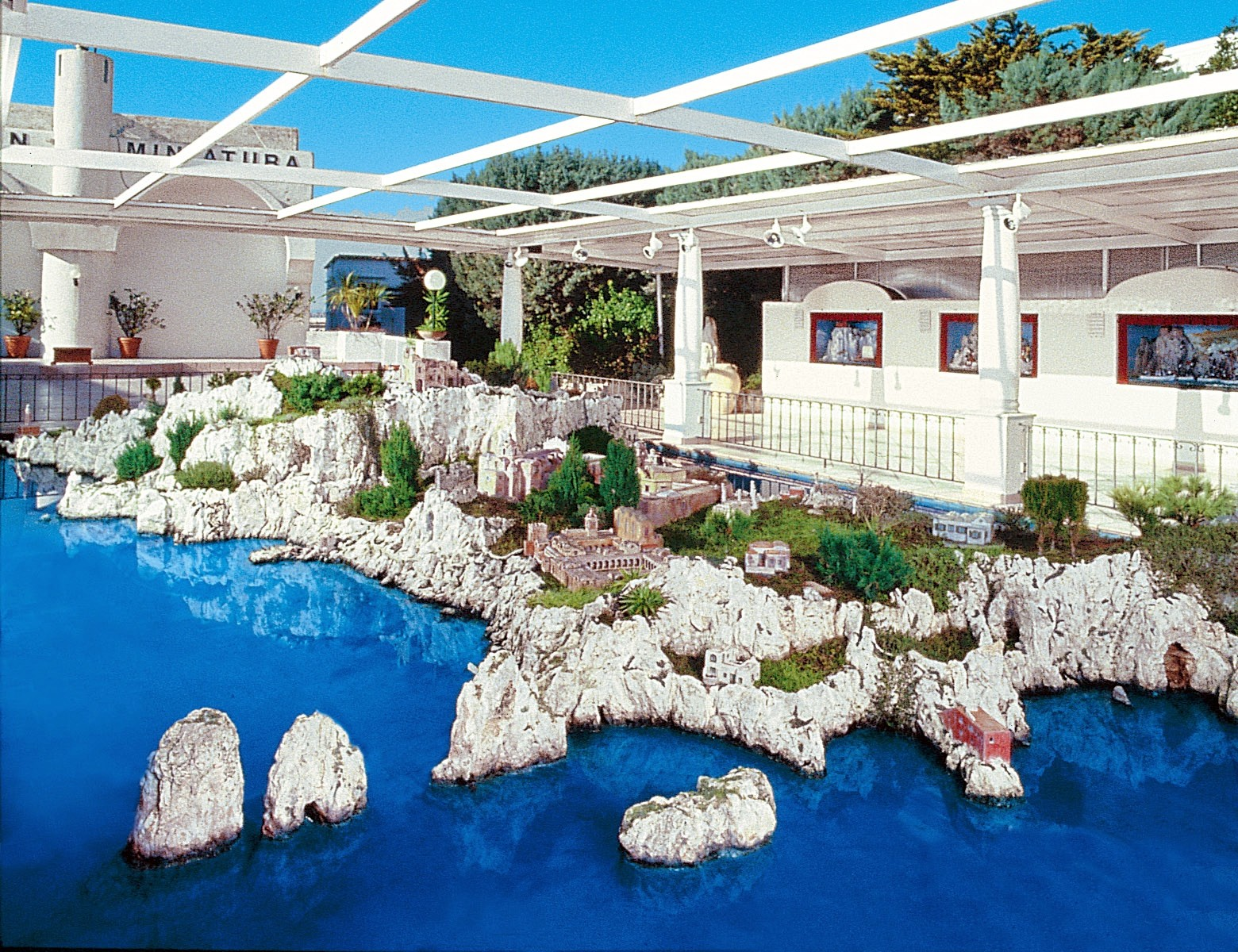
Capri in Miniatura, Die Insel Capri in Miniatur (15 × 8 m)

## Leben
Sergio Rubino absolvierte die Kunstakademie in Sorrent und unterrichtete fünf Jahre Kunsterziehung in Anacapri. Dann widmete er sich ganz der Malerei und dem Bildhauerhandwerk, was er bereits seit seiner Kindheit pflegte. Der Erfolg seiner zahlreichen Gemälde- und Skulptur-Ausstellungen erweckte das Interesse von internationalen Journalisten und Kritikern. Über 350 Artikel berichten über seine Werke. Papst Johannes Paul II. wurde als Geschenk der Region Kampanien ein von Rubino realisierter Keramikteller überreicht.
1979 wurde er von der Gemeinde Anacapri beauftragt, die Piazza Diaz vor der Kirche Santa Sofia mit seinen Keramikbänken zu ornamentieren. Er restaurierte die Holz-Christus-Skulptur aus dem 16. Jahrhundert der Kirche Santa Sofia in Anacapri, die heute am Hauptaltar steht.
1982, 1983 und 1984 war er Vizepräsident der Veranstaltungen "Questioni delle Arti" (Stage Arte Visive), an der unter anderem folgende Künstler teilnahmen: Enrico Baj, Achille Bonito Oliva, Andrea Cascella, Nino Caruso, Gillo Dorfles, Gianni Pisani, Arnaldo Pomodoro, Toti Scialoja, Joe Tilson, Pasquale Vincitorio und Betty Woodman.
1985 organisierte er die Veranstaltung Art in Action in Zusammenarbeit mit Marco Balzano, Francesco Lauria, Pino Simonetti. Ebenso 1985 wurde er von Sergio Lambiase interviewt (Reportage der Rai, Thema: Das Handwerk – ausgehend von Sergio Rubinos Werken).
Im Jahre 1991 eröffnete Sergio Rubino in der Lexington Ave. von Manhattan mit seiner Familie ein Atelier mit kontinuierlicher Ausstellung, Sergio Rubino di Capri LTD Artistic Ceramics. Danach gründete er 1993 in Jeffersonville, New York das Rubino’s Art Village, ein Zentrum der Kunst.
1993 gewann Rubino eine über fast zwei Jahre dauernde Ausschreibung des Metropolitan Museum of Art in New York. Acht seiner übergroßen Vasen umsäumen dort heute in der Robert-Lehman-Stiftung den Renaissance-Brunnen aus dem Jahre 1470 der Gebrüder Da Maiano.
In Anacapri hat sich Sergio Rubino seinen Wohnsitz bewahrt. In seiner Werkstatt in der Via Catena und in seinem Atelier in Jeffersonville hat er mit seinen Söhnen Michelangelo und Raffaello 1995/1996 das Werk Capri in miniatura geschaffen, die Insel Capri aus Keramik und Kalkstein in Kleinformat (ca. 15 × 8 m).
Am 2. Juni 1996 wurde Sergio Rubino vom Präsidenten der Republik Italien, Oscar Luigi Scalfaro, für seine nationalen und internationalen Verdienste der Titel Commendatore verliehen.
Seine Biografie Sergio Rubino – la ceramica, l’isola, il mondo wurde von der Journalistin Anna Maria Siena Chianese veröffentlicht.
Für die Neugestaltung der Theaterfassade und des Theaterplatzes der Stadt Aschaffenburg, Deutschland, realisierte Rubino auf Wunsch der «Interessengemeinschaft Theaterplatz Aschaffenburg» Skizzen, die als Projektentwurf der Stadtverwaltung vorgestellt wurden. Im Auftrag des Fremdenverkehrsamtes der Insel Capri hat der er über 200 Keramikbücher und -gemälde realisiert, die über die Flora, Fauna und Geschichte der Insel informieren. Dieses Ecomuseum ist auf dem Weg vom Leuchtturm zur Blauen Grotte – entlang des Sentiero dei Fortini – zu besichtigen.
Für das Museum SanGimignano1300, welches von seinen Söhnen geplant und realisiert wurde, fertigte Sergio Rubino zusammen mit der Bildhauerin Maria Dirsch in Federico Skulpturen an.

## Werke
- 1978: Bronzemedaillon für Graham Greene anlässlich seiner Ernennung zum Ehrenbürger von Anacapri.[4]
- 1979: Städte- und Landschaftsplanung: Neu- und Ausgestaltung der Piazza Diaz vor der Kirche Santa Sofia, Anacapri, mit Keramikbänken.
- 1992
  - Ausstattung der Vitrine von Gianni Versace, Manhattan, New York, mit Keramiksäulen und Keramikbalustraden
  - Realisierung eines Keramik-Hochreliefs (1,80 m × 1,20 m) für das Restaurant San Pietro, New York
- 1993: Gewinner der Ausschreibung des Metropolitan Museum of Art, New York und Realisierung von acht Terrakottavasen (1,20 m × 1,20 m), die heute den Renaissance-Brunnen der Gebrüder Da Maiano in der Robert-Lehman-Stiftung[2] umsäumen.
- 1995–1996: Realisierung der Insel Capri in Miniatur Capri in Miniatura (ca. 15 × 8 m) aus Keramik und handbehauenem capresischem Kalkstein in Zusammenarbeit mit seinen Söhnen Michelangelo und Raffaello.
- 1997
  - Hochrelief (9 m × 1,80 m) im Underwater Exploration Institute (Ristorante La Coquille), Hamilton, Bermuda
  - Restaurierung der Innenausstattung des Restaurants Il Faro in Herrliberg am Zürichsee, Schweiz, unter der Aufsicht der Denkmalschutzbehörde, da das Gebäude aus dem Jahre 1610 stammt.
- 2000: Anfertigung von Majoliken für den ersten Philosophenpark[5] in Europa, der von Gunnar Adler-Karlsson in Anacapri gegründet wurde.
- 2002: Ölgemälde der Heiligen Elisabeth von Ungarn (Öl auf Leinwand, 50 × 70 cm) für die Kirche des Kapuzinerklosters in Quiliano, Savona
- 2004
  - Planung und Ausführung des ersten Ecomuseums seiner Art in Europa entlang des Sentiero dei Fortini in Anacapri.
  - Anfertigung von über 200 Keramikbüchern, die die Flora, Fauna und Geschichte dieses Teiles der Insel Capri in englischer und italienischer Sprache bebildern und beschreiben. In Zusammenarbeit mit der Biologin Dr. Tullia Rizzotti (Autorin des Buches: Capri in Blüte – Botanische Wanderwege. Verlag Giorgio Mondadori, Mailand, 2003) und des Zoologen Dr. Gennaro Aprea. Auftraggeber: Azienda di Cura Soggiorno e Turismo dell’Isola di Capri. Finanziert von der Region Kampanien.
- 2005: Planung und Realisierung des Denkmals der gefallenen Seeleute in Anacapri (Associazione Nazionale Marinai d'Italia, ANMI)[6]
- 2009: Für das Museum "SanGimignano1300", in San Gimignano, Toskana, modellierte er Skulpturen, zusammen mit der Bildhauerin Maria Dirsch in Federico.

## Ausstellungen
- 1967: Erste Gemäldeausstellung in Capri, Italien, Palazzo Cerio
- 1974: Dietlikon, Schweiz, Gemäldeausstellung
- 1978: Neapel, Italien, Regionale Handwerksausstellung, Erste Italienisch-Arabische-Veranstaltung – Keramik
- 1979
  - Ferrara, Italien, Premio Alba – Gemäldeausstellung
  - Verona, Italien, Premio Paolo Veronese – Gemäldeausstellung
  - Anacapri, Italien, Villa San Michele, Axel-Munthe-Stiftung – Gemäldeausstellung
- 1980
  - Florenz, Italien, Galleria Il Gabbiano – Gemäldeausstellung
  - Florenz, Italien, Fortezza da Basso – Keramikausstellung
- 1984: Anacapri, Italien, Casa Rossa – Keramikausstellung
- 1988: Köln, Deutschland, Farina-Haus – Keramikausstellung
- 1989: Meckenheim, Deutschland, Firma Hengstler – Keramik- und Gemäldeausstellung
- 1991: New York, USA, Showroom 225 Fifth Avenue – Keramikausstellung
- 1991–1993: New York, USA, Lexington Ave, permanente Keramik- und Gemäldeausstellung
- 1993: New York, USA, Metropolitan Museum of Art, Terracottavasen
- 1999: Capri, Italien, La Certosa, 1. Tourismus-Börse – Gemäldeausstellung
- 2001
  - San Fernando, Buenos Aires, Argentinien, Centro Cultural Borges, Luci, Colori e Forme del III° Millennio – Keramik- und Gemäldeausstellung
  - Lugano, Schweiz, Kongreßpalast, Luci, Colori e Forme del III° Millennio – Gemäldeausstellung
- 2002
  - Paris, Frankreich, Maison de L’Italie, Cité Internazionale Université, Luci, Colori e Forme del III° Millennio – Gemäldeausstellung
  - Silkeborg, Dänemark, Art Centre Silkeborg Bad, Lights, Colours and Forms of The Third Millenium – Gemäldeausstellung
  - Durango, Mexiko, Casa de la Cultura Negrete 900 PTE., 8. Veranstaltung der Makro-Messe in Durango mit einer Hommage an Pancho Villa zugunsten der kulturellen Alphabetisierung in Mexiko – Gemäldeausstellung
- 2003: Neapel, Italien, Galleria Umberto I, I Cento Pittori di Via Toledo („100 Maler der Via Toledo“) – Gemäldeausstellung
- 2021: Capri, Italien, Villa Lysis - Ausstellung einer Serie von Aquarellen "Capri Caput Mundi"
- 2022: Neapel, Italien, MANN - Archäologisches Nationalmuseum Neapel, Ausstellung einer Serie von Aquarellen "Capri Caput Mundi"

## Veröffentlichungen
- 1978: Il Satirello, Satirische Zeitung, Anacapri, Texte: Gino Verbena, Illustration: Sergio Rubino.
- 1979: Le orme dei miei passi, Gedichtband von Carmine Savastano, Illustration: Sergio Rubino. Le Stelle, Mailand.
- 1980
  - Camminiamo in silenzio, Gedichtband von Carmine Savastano, Illustration: Sergio Rubino. Le Stelle, Mailand.
  - L’isola, erste Zeitschrift in Farbdruck in Capri.
- 1984: Visioni perdute di Anacapri – o quasi. Autor: Sergio Rubino. Grafica Bartolotta, Neapel.
- 2001
  - Living in Milan – Abitare a Milano. Edizioni L’Archivolto, Mailand.
  - Il Satirello. Satirisches Buch. Autor: Gino Verbena, Illustration: Sergio Rubino. Arte Tipografica, S. Biagio dei Librai, Neapel.
- 2002: Sergio Rubino – La ceramica, l’Isola, il mondo, Biografie. Autor: Anna Maria Siena Chianese, Verlag: L’Altro Modo di Volare, Castellammare di Stabia. Buch vorgestellt im Istituto Italiano per gli studi Filosofici, Neapel, von Vincenzo De Gregorio (Direktor des Päpstlichen Institutes für Kirchenmusik, Rom), Pietro Gargano (Chefredakteur des Il Mattino, Neapel), Mauro Giancaspro (Direktor der Biblioteca Nazionale di Napoli), Ernesto Mazzetti (Prof. der Universität von Neapel und freier Schriftsteller).
- 2005: I luoghi dell’anima: Cetrella, Text: Gino Verbena, Illustration: Sergio Rubino, Foto: Tom Wachtel und Carmine Russo. Herausgeber: Azienda Autonoma Cura Soggiorno e Turismo, Isola di Capri. Tipografia Rodolfo Bartolotta, Neapel.
- 2006: Cimmeri – Ciammuri – Ciammurri: dissertando di antichità Anacapresi. Autor und Illustrator: Sergio Rubino.
- 2015: Il Pulcino dal ciuffo viola. Kinderbuch von Silke Mara Weigand, Illustration: Sergio Rubino. Gruppo Albatros Il Filo, Rom

## Kunstkataloge
- 2000: Arte Italiana Dal Novecento ad oggi. L’Altro Modo di Volare, Castellammare di Stabia (NA).
- 2002: Annuario D’Arte Moderna artisti contemporanei 2002. ACCA in...Arte Editrice, Rom.
- 2001: Arte Moderna L’Arte Contemporanea Dal Secondo Dopoguerra Ad Oggi, Nr. 37. Giorgio Mondadori, Mailand.
- 2001: Arte Italiana dal Novecento ad Oggi, Verlag L’Altro Modo di Volare. Castellammare di Stabia (NA), Italien
- 2002: Arte Moderna L’Arte Contemporanea Dal Secondo Dopoguerra Ad Oggi, Nr. 38. Giorgio Mondadori, Mailand.
- 2003: Arte Moderna L’Arte Contemporanea Dal Secondo Dopoguerra Ad Oggi, Nr. 39. Giorgio Mondadori, Mailand.